# Шайден Морріс
Шайден Морріс (англ. Shayden Morris, нар. 3 листопада 2001, Ньюгем) — англійський футболіст, нападник клубу «Абердин».
Виступав також за клуб «Флітвуд Таун».
Володар Кубка Шотландії.

## Ігрова кар'єра
Народився 3 листопада 2001 року в місті Ньюгем. Вихованець юнацьких команд футбольних клубів «Саутенд Юнайтед» та «Флітвуд Таун».
У дорослому футболі дебютував 2019 року виступами за команду «Флітвуд Таун», в якій провів три сезони, взявши участь у 32 матчах чемпіонату. 
До складу клубу «Абердин» приєднався 2022 року. Станом на 17 травня 2025 року відіграв за команду з Абердина 63 матчі в національному чемпіонаті.

## Титули і досягнення
- Володар Кубка Шотландії (1):

«Абердин»: 2024-2025